# Badia di San Veriano
La Badia San Veriano è una chiesa di Arezzo che si trova nella località omonima, sull'estremo lembo dell'Alpe di Poti, a 760 metri di quota, prospiciente la Valtiberina.

## Storia e descrizione
La prima notizia del monastero di San Veriano è del 1095. Fece parte della Congregazione dei camaldolesi fino al 1652, quando la chiesa fu ridotta a semplice cura d'anime. L'edificio è caratterizzato da una navata con tre absidi semicircolari; al di sotto del presbiterio si estende una cripta a tre navatelle che occupa circa metà della chiesa: da segnalare le due belle colonne con capitelli a tronco di piramide rovesciata, uno decorato con solcature a spina di pesce e l'altro a linee parallele. Esternamente, a filo della parete terminale, è visibile il basamento del campanile di forma cilindrica, derivato da modelli ravennati.